# 尾丘腹蛛
尾丘腹蛛（学名：Episinus caudifer）为球蛛科丘腹蛛属的动物。分布于日本以及中国大陆的江西等地。该物种的模式产地在日本。